# US Bressane
Union Sportive Bressane Pays de l’Ain ist ein Rugby-Union-Verein aus der französischen Stadt Bourg-en-Bresse im Département Ain. Er ist in der dritthöchsten Liga Nationale vertreten und trägt seine Heimspiele im Stade Marcel-Verchère aus.

## Geschichte
In den ersten Jahren war die 1902 gegründete US Bressane ein Mehrspartenverein, wobei die Radsport-Sektion zunächst die größte war. Bald jedoch spezialisierte sich der Verein auf Rugby. 1939 gewann der Verein den Meistertitel der zweiten Division und stieg auf, wegen des Zweiten Weltkriegs konnten aber in den drei folgenden Saisons keine Spiele ausgetragen werden. Die US Bressane konnte danach nicht mit den besten Mannschaften mithalten und stieg 1955 wieder ab. 1958 war die US Bressane wiederum die beste Mannschaft der zweiten Division, drei Jahre später folge der erneute Abstieg.
Nachdem die Mannschaft 1966 zum dritten Mal die beste Mannschaft der zweithöchsten Spielklasse gewesen war, konnte sie sich für längere Zeit in der ersten Division etablieren. 1972 und 1983 erreichte sie jeweils das Achtelfinale der Meisterschaft. Mitte der 1980er Jahre folgte der Abstieg in die zweite und schließlich in die dritte Division (die heutige Fédérale 1). Als Zweitplatzierte der Amateurliga Fédérale 1 stieg die US Bressane 2008 in die Pro D2 auf, musste nach dem 15. Platz in der folgenden Saison jedoch gleich wieder absteigen. 2013/14 hielt sich der Verein erneut nur eine Saison lang in der zweiten Liga.

## Erfolge

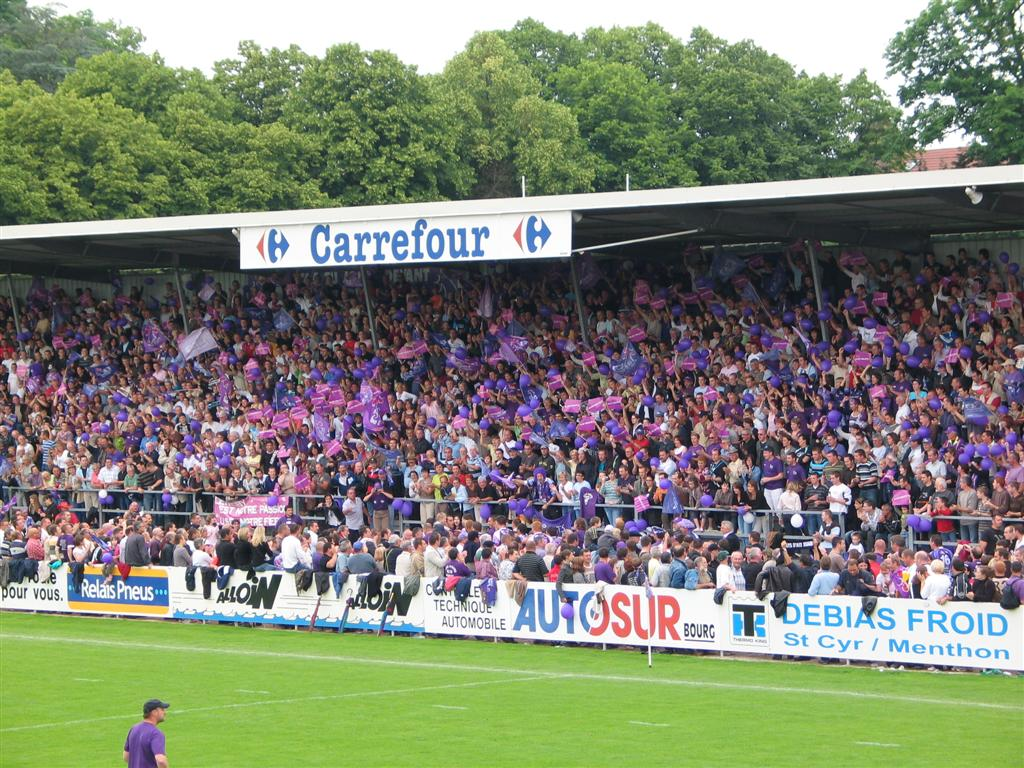
Stade Marcel-Verchère

- Meister 2. Division: 1939, 1958, 1966
- Meister Fédérale 1: 2013
- Achtelfinalist 1. Division: 1972, 1983

## Bekannte ehemalige Spieler
- John Drake
- Pierre Bertrand
- Lionel Nallet
- Michel Pomathios
- Maurice Terreau